# Teachings in Silence
Teachings in Silence ist eine Kompilation der norwegischen Band Ulver, die 2002 bei Black Apple Records und 2003 bei Jester Records erschien. Sie enthält die beiden EPs Silence Teaches You How to Sing und Silencing the Singing aus dem Jahr 2001.

## Entstehung und Veröffentlichung
Silence Teaches You How to Sing wurde im Februar 2001 mit Material aus einer Jamsession aufgenommen; im Zuge der Arbeit an der EP machte Kristoffer Rygg Fotografien, die im Juli ausgestellt wurden. Silencing the Singing entstand im August 2001 – das Stück Darling Didn’t We Kill You? geht jedoch noch auf die Arbeit an Perdition City zurück. Beide EPs wurden bei Strype Audio gemastert, im Jahr 2001 von Jester Records veröffentlicht, über Voices of Wonder vertrieben und waren auf 2000 bzw. 3000 Stück limitiert. Die Kompilation beider EPs von Black Apple Records war auf 1000 Stück limitiert, die von Jester Records unlimitiert. Beide EPs zusammen wurden 2014 von Ampullae Audio erstmals auf Vinyl veröffentlicht.

## Titelliste
Silence Teaches You How to Sing
1. Silence Teaches You How to Sing – 24:05

Silencing the Singing
1. Darling Didn’t We Kill You? – 8:52
2. Speak Dead Speaker – 9:33
3. Not Saved – 10:29

## Stil
Die EPs Silence Teaches You How to Sing und Silencing the Singing setzen die minimalistischen Ambient-Elemente von Perdition City fort. Die Stücke sind mit Anklängen an Film-noir-Soundtracks, Lounge-Jazz, Trip-Hop, Noise sowie Clicks & Cuts durchsetzt. Nur auf Silence Teaches You How to Sing wird eine kurze, allerdings textlose Gesangspassage verwendet, ansonsten sind die Stücke instrumental. Die Atmosphäre ist meist melancholisch und geheimnisvoll. William York von Allmusic vergleicht Silence Teaches You How to Sing mit Werken von Coil, Pole und Tarwater.

## Rezeption
„[Silence Teaches You How to Sing] erschafft […] sonderbare und wundervolle Schalllandschaften, die einer intensiven Auseinandersetzung bedürfen, damit wir die vollkommene Schönheit des Ungewöhnlichen wirklich genießen können.“

„Ulver ziehen den Zuhörer in ihren Bann, so dass er völlig hin und weg ist, von der Kraft, die den Stücken innewohnt…“

„‚Teachings In Silence‘ bietet die vielleicht gewagteste, aber auch subtilste Kompositionsarbeit von ULVER überhaupt.“

Silence Teaches You How to Sing wurde für die Soundtracks der Horrorfilme Sinister und Sinister 2 verwendet. Die Kompilation wurde für den Spellemannprisen 2003 nominiert.